# فهرست خطاهای مودم
خطاهای مودم:
۶۰۰. اگر سیستم در حال شماره گیری باشد و دوباره شماره گیری نمایید این خطا نمایش داده می‌شود.
۶۰۱. راه‌انداز Port بی‌اعتبار می‌باشد.
۶۰۲. Port هم‌اکنون باز می‌باشد برای بسته شدن آن باید کامپیوتر را مجدداً راه اندازی نمود.
۶۰۳. بافر شماره گیری بیش از حد کوچک است.
۶۰۴. اطلاعات نادرستی مشخص شده‌است.
۶۰۵. نمی‌تواند اطلاعات Port را تعیین کند.
۶۰۶. Port شناسایی نمی‌شود.
۶۰۷. ثبت وقایع مربوط به مودم بی‌اعتبار می‌باشد.
۶۰۸. راه انداز مودم نصب نشده‌است.
۶۰۹. نوع راه انداز مودم شناسایی نشده‌است.
۶۱۰. بافر ندارد.
۶۱۱. اطلاعات مسیر یابی غیرقابل دسترس می‌باشد.
۶۱۲. مسیر درست را نمی‌تواند پیدا نماید.
۶۱۳. فشرده سازی بی‌اعتباری انتخاب شده‌است.
۶۱۴. سرریزی بافر.
۶۱۵. Port پیدا نشده‌است.
۶۱۶. یک درخواست ناهمزمان در جریان می‌باشد.
۶۱۷ .Port یا دستگاه هم‌اکنون قطع می‌باشد.
۶۱۸. Port باز نمی‌شود. (وقتی رخ می‌دهد که یک برنامه از Port استفاده کند).
۶۱۹. Port قطع می‌باشد (وقتی رخ می‌دهد که یک برنامه از Port استفاده کند).
۶۲۰. هیچ نقطه پایانی وجود ندارد.
۶۲۱. نمی‌تواند فایل دفتر راهنمای تلفن را باز نماید.
۶۲۲. فایل دفتر تلفن را نمی‌تواند بارگذاری نماید.
۶۲۳. نمی‌تواند ورودی دفتر راهنمای تلفن را بیابد.
۶۲۴. نمی‌توان روی فایل دفتر راهنمای تلفن نوشت.
۶۲۵. اطلاعات بی اساسی در دفتر راهنمای تلفن مشاهده می‌شود.
۶۲۶. رشته را نمی‌تواند بارگذاری کند.
۶۲۷. کلید را نمی‌تواند بیابد.
۶۲۸. Port قطع شد.
۶۲۹. Port بوسیله دستگاه راه دور قطع می‌شود. (درست نبودن راه انداز مودم با برنامه ارتباطی).
۶۳۰. Port به دلیل از کارافتادگی سخت‌افزار قطع می‌شود.
۶۳۱. Port توسط کاربر قطع شد.
۶۳۲. اندازه ساختار داده اشتباه می‌باشد.
۶۳۳. Port هم‌اکنون مورد استفاده می‌باشد و برای Remote Access Dial-up پیکر بندی نشده‌است (راه انداز درستی بر روی مودم شناخته نشده‌است).
۶۳۴. نمی‌تواند کامپیوتر شما را روی شبکه راه دور ثبت نماید.
۶۳۵. خطا مشخص نشده‌است.
۶۳۶. دستگاه اشتباهی به Port بسته شده‌است.
۶۳۷. رشته (string) نمی‌تواند تغییر یابد.
۶۳۸. زمان درخواست به پایان رسیده‌است.
۶۳۹. شبکه ناهمزمان قابل دسترس نیست.
۶۴۰. خطای NetBIOS رخ داده‌است.
۶۴۱. سرور نمی‌تواند منابع NetBIOS مورد نیاز برای پشتیبانی سرویس گیرنده را بدهد.
۶۴۲. یکی از اسامی NetBIOS شما هم‌اکنون روی شبکه راه دور ثبت می‌گردد، (دو کامپیوتر می‌خواهند با یک اسم وارد شوند).
۶۴۳ .Dial-up adaptor در قسمت network ویندوز وجود ندارد.
۶۴۴. شما popus پیغام شبکه را دریافت نخواهید کرد.
۶۴۵. Authentication داخلی اشکال پیدا کرده‌است.
۶۴۶. حساب در این موقع روز امکان log on وجود ندارد.
۶۴۷. حساب قطع می‌باشد.
۶۴۸. اعتبار password تمام شده‌است.
۶۴۹. حساب اجازه Remote Access را (دستیابی راه دور) را ندارد. (به نام و گذرواژه اجازه dial-up داده نشده‌است).
۶۵۰. سرور Remote Access (دستیابی راه دور) پاسخ نمی‌دهد.
۶۵۱. مودم شما (یا سایر دستگاه‌های اتصال دهنده) خطایی را گزارش کرده‌است. (خطا از طرف مودم بوده‌است).
۶۵۲. پاسخ نا مشخصی از دستگاه دریافت می‌گردد.
۶۵۳. Macro (دستورالعمل کلان). ماکرو خواسته شده توسط راه انداز در لیست فایل .INF موجود نمی‌باشد.
۶۵۴. یک فرمان یا یک پاسخ در قسمت .INF دستگاه به یک ماکرو نامشخص اشاره می‌نماید.
۶۵۵. دستور العمل (پیغام) در قسمت فایل .INF دستگاه مشاهده نمی‌شود.
۶۵۶. دستورالعمل (ماکرو) (default off) در فایل .INF دستگاه شامل یک دستور العمل نامشخص می‌باشد.
۶۵۷. فایل .INF دستگاه نمی‌تواند باز شود.
۶۵۸. اسم دستگاه در فایل .INF دستگاه یا در فایل .INI رسانه بیش از حد طولانی می‌باشد.
۶۵۹. فایل .INI رسانه به نام ناشناخته یک دستگاه اشاره می‌نماید.
۶۶۰. فایل .INI رسانه برای این فرمان پاسخی را ندارد.
۶۶۱. فایل .INF دستگاه فرمان را از دست داده‌است.
۶۶۲. تلاش برای قرار دادن یک ماکرو لیست نشده در قسمت فایل .INF صورت نگرفته‌است.
۶۶۳. فایل .INI رسانه به نوع ناشناخته یک دستگاه اشاره می‌نماید.
۶۶۴. نمی‌تواند به حافظه اختصاص دهد.
۶۶۵. Port برای Remote Access (دستیابی راه دور) پیکر بندی نشده‌است.
۶۶۶. مودم شما (یاسایر دستگاه‌های اتصال دهنده) در حال حاضر کار نمی‌کنند.
۶۶۷. فایل .INI رسانه را نمی‌تواند بخواند.
۶۶۸. اتصال از بین رفته‌است.
۶۶۹. پارامتر به کار برده شده در فایل .INI رسانه بی‌اعتبار می‌باشد.
۶۷۰. نمی‌تواند نام بخش را از روی فایل .INI رسانه بخواند.
۶۷۱. نمی‌تواند نوع دستگاه را از روی فایل .INI رسانه بخواند.
۶۷۲. نمی‌تواند نام دستگاه را از روی فایل .INI رسانه بخواند.
۶۷۳. نمی‌تواند کاربر را از روی فایل .INI رسانه بخواند.
۶۷۴. نمی‌تواند بیشترین حد اتصال BPS را از روی فایل .INI رسانه بخواند.
۶۷۵. نمی‌تواند بیشترین حد BPS حامل را از روی فایل .INI رسانه بخواند.
۶۷۶. خط اشغال می‌باشد.
۶۷۷. شخص به جای مودم پاسخ می‌دهد.
۶۷۸. پاسخی وجود ندارد.
۶۷۹. نمی‌تواند عامل را پیدا نماید.
۶۸۰. خط تلفن وصل نیست.
۶۸۱. یک خطای کلی توسط دستگاه گزارش می‌شود.
۶۸۲. Writing section name دچار مشکل می‌باشد.
۶۸۳. Writing device type با مشکل روبرو شده‌است.
۶۸۴writing device name .۶۸۴ با مشکل روبرو می‌باشد.
۶۸۵. Writing maxconnectbps مشکل دارد.
۶۸۶. Writing maxcarrierBPS دچار مشکل می‌باشد.
۶۸۷. Writing usage با مشکل مواجه‌است.
۶۸۸. Writing default off دچار مشکل می‌باشد.
۶۸۹. Reading default off با مشکل مواجه‌است.
۶۹۰. فایل INI خالی ست.
۶۹۱. دسترسی صورت نمی‌پذیرد زیرا نام و گذرواژه روی دامین بی‌اعتبار می‌باشد
۶۹۲. سخت‌افزار در درگاه یا دستگاه متصل شده از کار افتاده‌است.
۶۹۳. Binary macro با مشکل مواجه می‌باشد.
۶۹۴. خطای DCB یافت نشد.
۶۹۵. ماشین‌های گفتگو آماده نیستند.
۶۹۶. راه اندازی ماشین‌های گفتگو با مشکل روبرو می‌باشد.
۶۹۷. Partial response looping با مشکل روبرو می‌باشد.
۶۹۸. پاسخ نام کلیدی در فایل INF. دستگاه، در فرمت مورد نظر نمی‌باشد.
۶۹۹. پاسخ دستگاه باعث سر ریزی بافر شده‌است.
۷۰۰. فرمان متصل به فایل INF. دستگاه بیش از حد طولانی می‌باشد.
۷۰۱. دستگاه به یک میزان BPS پشتیبانی نشده توسط گرداننده com تغییر می‌یابد.
۷۰۲. پاسخ دستگاه دریافت می‌گردد زمانی که هیچ‌کس انتظار ندارد.
۷۰۳. در فعالیت کنونی مشکلی ایجاد شده‌است.
۷۰۴. شماره اشتباه callback.
۷۰۵. مشکل invalid auth state.
706. Invalid auth state دچار مشکل می‌باشد.
۷۰۷. علامت خطایاب. x. ۲۵
۷۰۸. اعتبار حساب تمام شده‌است.
۷۰۹. تغییر پسورد روی دامین با مشکل روبرو می‌باشد.
۷۱۰. در زمان ارتباط با مودم شما خطاهای سری یش از حد اشباع شده مشاهده می‌گردد.
۷۱۱. Rasman initialization صورت نمی‌گیرد گزارش عملکرد را چک کنید
۷۱۲. درگاه Biplex در حال اجرا می‌باشد. چند ثانیه منتظر شوید و مجدداً شماره بگیرید.
۷۱۳. مسیرهای ISDN فعال در خط اصلی قطع می‌باشد.
۷۱۴. کانال‌های ISDN کافی برای ایجاد تماس تلفنی در دسترس نمی‌باشند.
۷۱۵. به دلیل کیفیت ضعیف خط تلفن خطاهای فراوانی رخ می‌دهد.
۷۱۶. پیکر بندی remote access IP غیرقابل استفاده می‌باشد.
۷۱۷. آدرسهای IP در static pool remote access IP وجود ندارد.
۷۱۸. مهلت بر قراری تماس PPP پایان پذیرفته‌است.
۷۱۹. PPP توسط دستگاه راه دور پایان می‌یابد.
۷۲۰. پروتکل‌های کنترلppp پیکر بندی نشده‌اند.
۷۲۱. همتای PPP پاسخ نمی‌دهد.
۷۲۲. بسته PPPبی‌اعتبار می‌باشد.
۷۲۳. شماره تلفن از جمله پیشوند و پسوند بیش از حد طولاً نی می‌باشد.
۷۲۴. پروتکل IPXنمی‌تواند بر روی درگاه dial –out نماید زیرا کامپیوتر یک مسیر گردان IPX می‌باشد.
۷۲۵. IPX نمی‌تواند روی port (درگاه) dial – in شود زیرا مسیر گردان IPX نصب نشده‌است.
۷۲۶. پروتکل IPX نمی‌تواند برای dial – out، روی بیش از یک درگاه در یک زمان استفاده شود.
۷۲۷. نمی‌توان به فایل TCPCFG. DLL دست یافت.
۷۲۸. نمی‌تواند آداپتور IP متصل به remote access را پیدا کند.
۷۲۹. SLIP استفاده نمی‌شود مگر اینکه پروتکل IP نصب شود.
۷۳۰. ثبت کامپیوتر کامل نمی‌باشد.
۷۳۱. پروتکل پیکر بندی نمی‌شود.
۷۳۲. توافق بین PPP صورت نگرفته‌است.
۷۳۳. پروتکل کنترل PPP برای پروتکل این شبکه، در سرور موجود نمی‌باشد.
۷۳۴. پروتکل کنترل لینک PPP خاتمه یافته‌است.
۷۳۵. آدرس مورد نیاز توسط سرور رد می‌شود.
۷۳۶. کامپیوتر راه دور پروتکل کنترل را متوقف می‌نماید.
۷۳۷. نقطه برگشت (LOOPBACK DETECTED) شناسایی شد.
۷۳۸. سرور آدرس را مشخص نمی‌کند.
۷۳۹. سرور راه دور نمی‌تواند از پسورد ENCRYPTED ویندوز NT استفاده نماید.
۷۴۰. دستگاه‌های TAPI که برای remote access پیکر بندی می‌گردند به‌طور صحیح نصب و آماده نشده‌اند.
۷۴۱. کامپیوتر محلی از encryption پشتیبانی نمی‌نماید.
۷۴۲. سرور راه دور از encryption پشتیبانی نمی‌نماید.
۷۴۳. سرور راه دور به encryption نیاز دارد.
۷۴۴. نمی‌تواند شماره شبکه IPX را استفاده نماید که توسط سرور راه دور در نظر گرفته شده‌است گزارش وقایع را بازبینی نمایید.
۷۴۵. یک فایل مهم و ضروری آسیب دیده‌است. Dial – up networking را مجدداً نصب نمایید.
۷۵۱. شماره callback شامل یک کاراکتر بی‌اعتبار می‌باشد. کاراکترهای زیر فقط مجاز دانسته می‌شوند: Space, T, P, W, (,), - , @. ۰تا۹.
۷۵۲. در زمان پر دازش script یک خطای نحوی صورت می‌گیرد.
۷۵۳. اتصال نمی‌تواند قطع شود زیرا توسط مسیر گردان چند پروتکلی ایجاد شده‌است.
۷۵۴. سیستم قادر به یافتن bundle چند انصالی نمی‌باشد.
۷۵۵. سیستم قادر به اجرای شماره گیری خودکار نمی‌باشد زیرا این ورودی یک شماره گیر عادی را دارد.
۷۵۶. این اتصال هم‌اکنون در شماره گیری می‌باشد.
۷۵۷. خدمات دستیابی راه دور خود به خود آغاز نمی‌شوند اطلا عات بیشتری در گزارش وقایع در اختیار شما قرار می‌گیرد.
۷۵۸. اشتراک اتصال اینترنت هم‌اکنون روی این اتصال میسر می‌گردد.
۷۶۰. در زمان فراهم آوری امکانات مسیر یابی، این خطا رخ می‌دهد.
۷۶۱. در زمان فراهم شدن اشتراک اتصال اینترنت برای این اتصال این خطا ایجاد می‌گردد.
۷۶۳. اشتراک اتصال اینترنت فعال نمی‌باشد. دو اتصال LAN یا بیشتر به علاوه اتصالی که با این LANها مشترک شده‌است وجود دارد.
۷۶۴. دستگاه کارت خوان smartcard نصب نیست.
۷۶۵. اشتراک اتصال اینترنت میسر نمی‌باشد. اتصال LAN با آدرس IP در حال حاضر پیکر بندی می‌شود که برای آدرس گذاری اتوماتیک IP مورد نیاز می‌باشد.
۷۶۶. سیستم نمی‌تواند هیچ گواهی ای را بیابد.
۷۶۷. اشتراک اتصال اینترنت میسر نمی‌گردد اتصال LAN بر روی شبکه شخصی انتخاب می‌گردد که بیش از یک آدرس IP را پیکر بندی کرده‌است. اتصال LANرا با یک آدرسIP مجزا، مجدداً پیکر بندی نمایید قبل از اینکه اشتراک اتصال اینترنت صورت گیرد.
۷۶۸. به دلیل رمز دار نکردن داده‌ها اتصال صورت نمی‌پذیرد.
۷۶۹. مقصد مشخصی قابل دست یابی نمی‌باشد.
۷۷۰. دستگاه راه دور تلا ش برای ایجاد اتصال را نمی‌پذیرد.
۷۷۱. اقدامات اتصال صورت نمی‌گیرد زیرا شبکه اشغال می‌باشد.
۷۷۲. سخت‌افزار شبکه کامپیوتر راه دور با نوع تلفن مورد نیاز سازگاری ندارد.
۷۷۳. امکان ایجاد اتصال مؤثر نمی‌باشد زیرا شماره مقصد تغییر کرده‌است.
۷۷۴. به دلیل از کار افتارگی موقت، اتصال صورت نمی‌گیرد.
۷۷۵. مکالمه تلفنی توسط کامپیوتر راه دور متوقف شد.
۷۷۶. مکالمه تلفنی نمی‌تواند وصل گردد زیرا مقصد خواسته‌است که ویژگی را حفظ نماید.
۷۷۷. اتصال صورت نمی‌گیرد زیرا مودم (یا سایر وسایل ارتباط دهنده) روی کامپیوتر راه دور دچار مشکل می‌باشند.
۷۷۸. تأیید هویت سرور غیرممکن می‌باشد.
۷۷۹. برای بر قراری dial – out این اتصال باید از smartcard استفاده نمایید.
۷۸۰. عمل انجام شده برای این اتصال بی‌اعتبار می‌باشد.
۷۸۱. تلاش برای رمز گذاری (encryption) صورت نمی‌گیرد زیرا گواهی معتبری یافت نمی‌گردد.
۷۸۲. ترجمه آدرس شبکه (NAT) در حال حاضر به عنوان یک پروتکل مسیر یابی نصب می‌گردد و باید قبل از اینکه اشتراک اتصال اینترنت فراهم گردد حذف شود.
۷۸۳. اشتراک اتصال اینترنت میسر نمی‌باشد. اتصال LAN که به عنوان شبکه شخصی انتخاب می‌گردد یا فراهم نمی‌شود یا از شبکه قطع می‌باشد. لطفاً قبل از فراهم شدن اشتراک اتصال اینترنت از اتصال آداپتور LAN مطمئن شوید.
۷۸۴. در حالی که این اتصال را در زمان log on استفاده می‌کنید شما نمی‌توانید شماره بگیرید زیرا این اتصال برای استفاده از نام کاربری پیکر بندی شده‌است که متفاوت از نام کاربر روی smartcard می‌باشد. چنانچه بخواهید آن را در زمان log on استفاده نمایید باید برای استفاده از (username) روی کارت smart آن را پیکربندی کنید.
۷۸۵. در صورت استفاده از این اتصال در زمان log on شما نمی‌توانید شماره گیری نمایید زیرا برای استفاده از یک smartcard پیکر بندی نشده‌است. چنانچه بخواهید آن را در زمان log on به کار ببرید باید امکانات این اتصال را تصحیح و آماده نمایید به طوری که smartcard استفاده نماید.
۷۸۶. مبادرت به اتصال L2TP صورت نمی‌پذیرد زیرا هیچ گواهینامه معتبری برای تصدیق (authentication) امنیت روی کامپیوتر شما وجود ندارد.
۷۸۷. اتصال L2TP غیرممکن است زیرا لایه امنیتی نمی‌تواند کامپیوتر راه دور را authentication نماید.
۷۸۸. تلاش برای ایجاد اتصال L2TP بی‌نتیجه می‌باشد زیرا لایه امنیتی نمی‌تواند پارامترهای سازگار با کامپیوتر راه دور را فراهم نماید.
۷۸۹. تلاش برای اتصال L2TP فراهم نمی‌گردد زیرا لایه امنیتی با یک خطای پردازشی در طول سازگاری با کامپیوتر راه دور مواجه‌است.
۷۹۰. تلاش برای اتصال L2TP صورت نمی‌گیرد زیرا تأیید گواهینامه بر روی کامپیوتر راه دور میسر نمی‌باشد.
۷۹۱. اتصال L2TP میسر نمی‌باشد زیرا خط مشی امنیتی (security policy) برای اتصال یافت نمی‌شود.
۷۹۲. اتصال L2TP صورت نمی‌گیرد زیرا زمان توافق امنیتی به پایان رسیده‌است.
۷۹۳. اتصال L2TP میسر نمی‌گردد زیرا این خطا رخ می‌دهد در حالی که در مورد امنیت به توافق می‌رسند.
۷۹۴. ویژگی RADIUS ا ین کاربر PPP نمی‌باشد.
۷۹۵. ویژگی RADIUS نوع تونلی برای این کاربر، نادرست می‌باشد.
۷۹۶. ویژگی RADIUS نوع خدمات برای این کار نه قالب بندی می‌شود و نه callback قالب بندی می‌شود.
۷۹۷. مودم پیدا نشد.
۷۹۸. گواهینامه‌ای شناسایی نمی‌شود که بتواند پروتکل قابل ارائه استفاده شود.
۷۹۹. اشتراک اتصال اینترنت میسر نمی‌گردد زیرا دو IP شبیه به هم در شبکه وجود دارد. ICها به میزبانی نیازمند می‌باشند که برای استفاده از ۱۹۲٫۱۶۸٫۰٫۱ پیکر بندی شده‌است. مطمئن شوید که هیچ سرویس گیرنده دیگری برای استفاده از ۱۹۲٫۱۶۸٫۰٫۱ پیکر بندی نشده‌است.
۸۰۰. قادر به ایجاد اتصال VPN نمی‌باشد. سرویس دهنده VPN در دسترس نمی‌باشد یا ممکن است پارامترهای امنیتی برای اتصال به درستی پیکربندی نشده باشند.